# Grdovo
Grdovo je naseljeno mjesto u općini Jajce, Federacija Bosne i Hercegovine, BiH.
Nalazi se jugoistočno od Jajca.

## Stanovništvo

### 1991.
Nacionalni sastav stanovništva 1991. godine, bio je sljedeći:
ukupno: 86
- Srbi - 85
- ostali, neopredijeljeni i nepoznato - 1

### 2013.
Na popisu stanovništva 2013. godine bilo je bez stanovnika.

## Vanjske poveznice
- Satelitska snimka  Arhivirana inačica izvorne stranice od 18. veljače 2021. (Wayback Machine)